# Tre Vĩnh Phú
Tre Vĩnh Phú (danh pháp: Bambusa vinhphuensis) là một loài thực vật có hoa trong họ Hòa thảo. Loài này được T.Q.Nguyen miêu tả khoa học đầu tiên năm 1987.